# 第三次奴隷戦争
第三次奴隷戦争（だいさんじどれいせんそう、ラテン語: Tertium Bellum Servile）は、紀元前73年から紀元前71年にかけて共和政ローマ期にイタリア半島で起きたローマ軍と剣闘士・奴隷による戦争である。3度の奴隷戦争の中で最後にして最大規模のものであった。剣闘士らの指導者スパルタクスの名にちなんでスパルタクスの反乱、スパルタクスの乱、スパルタクスの蜂起やグラディアトルの反乱とも呼ばれる。
紀元前73年から71年にかけて、カプアの養成所を脱走したおよそ70人の剣闘士奴隷の集団は、最終的にはスパルタクスを指導者とする男性・女性そして子どもを含む約12万人の軍に膨れ上がり、イタリア各地を放浪し、襲撃した。この奴隷集団は驚くべき戦闘力を発揮し、差し向けられた地方の討伐隊、ローマ軍の民兵そして執政官の率いる軍団をことごとく撃退した。歴史家プルタルコスは逃亡奴隷たちは主人の手から逃れてガリア・キサルピナ（現在の北イタリア地方）からアルプス山脈を越えて故郷へ帰ることを望んでいたとし、これに対してアッピアノスやフロルスは剣闘士や奴隷の目標はローマ進軍であったとしている。
ローマの元老院は奴隷集団に対する連戦連敗と略奪行為に危機感を持ち、最終的には8個軍団をも動員し、その指揮権を厳格かつ有能なマルクス・リキニウス・クラッススに委ねた。紀元前71年、スパルタクスの奴隷軍はクラッススの軍団によってイタリア半島最南端のカラブリアに封じ込められた。元老院が増援としてポンペイウスとルクッルスの軍団を送り込んだことを知ったスパルタクスは残る全兵力を結集してクラッススに決戦を挑み、敗れて全滅した。
この反乱を包括的に記した古典史料にはプルタルコスの『対比列伝』とアッピアノスの『ローマの歴史』（Historia Romana）があり、フロルス、フロンティヌス、リウィウスそしてサッルスティウスの著作にもこの戦争に関する記述がある。
第三次奴隷戦争は近世以降にヴォルテールやカール・マルクスそしてウラジーミル・レーニンといった思想家・革命家から「正しい戦争」と評価され、指導者のスパルタクスは抑圧から解放を求める労働者階級の英雄と見なされるようになった。

## 背景

共和政ローマの領土拡大（紀元前510年 - 紀元前40年頃）

紀元前3世紀後半にイタリア半島を統一したローマの勢いは紀元前2世紀に入っても留まるところを知らず、領土拡大の為の対外戦争に邁進していった。北アフリカでは第三次ポエニ戦争、ギリシアでのマケドニア戦争、小アジアではミトリダテス戦争、シリアを治めるセレウコス朝とのローマ・シリア戦争、ヒスパニアでのヌマンティア戦争などその戦域は広がる一方でありかつ長期に及んだ。各地に派遣されたローマ軍の中核は重装歩兵であり、その担い手はローマ市民権を持ったローマ市民達であった。同時に彼らはそれまでの国家の経済的基盤と言うべき中小の自作農民でもあったが、このような従軍の連続によって農業を続けることができず、徐々に土地を手放さざるを得なくなっていく。
元老院階級やエクィテス（騎士階級）を中心とするローマの富裕層はこれらの土地を吸収して確固とした大土地所有制を築き上げていった。クラウディウス法の規定により対外戦争で得た資本の商業活動への投資を禁じられていた元老院議員は、それに代わる投資先としてカンパニアなどのイタリア半島中部の土地を選択するようになる。またエクィテスは元老院議員階級に次ぐ資力を持ち、法規定に縛られずに商業活動を活発に行いつつも投資先としてはやはり伝統的かつ安全な郊外の農地を選ぶ傾向があった。彼らは安価な労働力としてローマが征服したガリア、ゲルマニア、トラキアなどの地から大量の奴隷を輸入し、ラティフンディウムと呼ばれる大土地所有制を急速に発展させた。

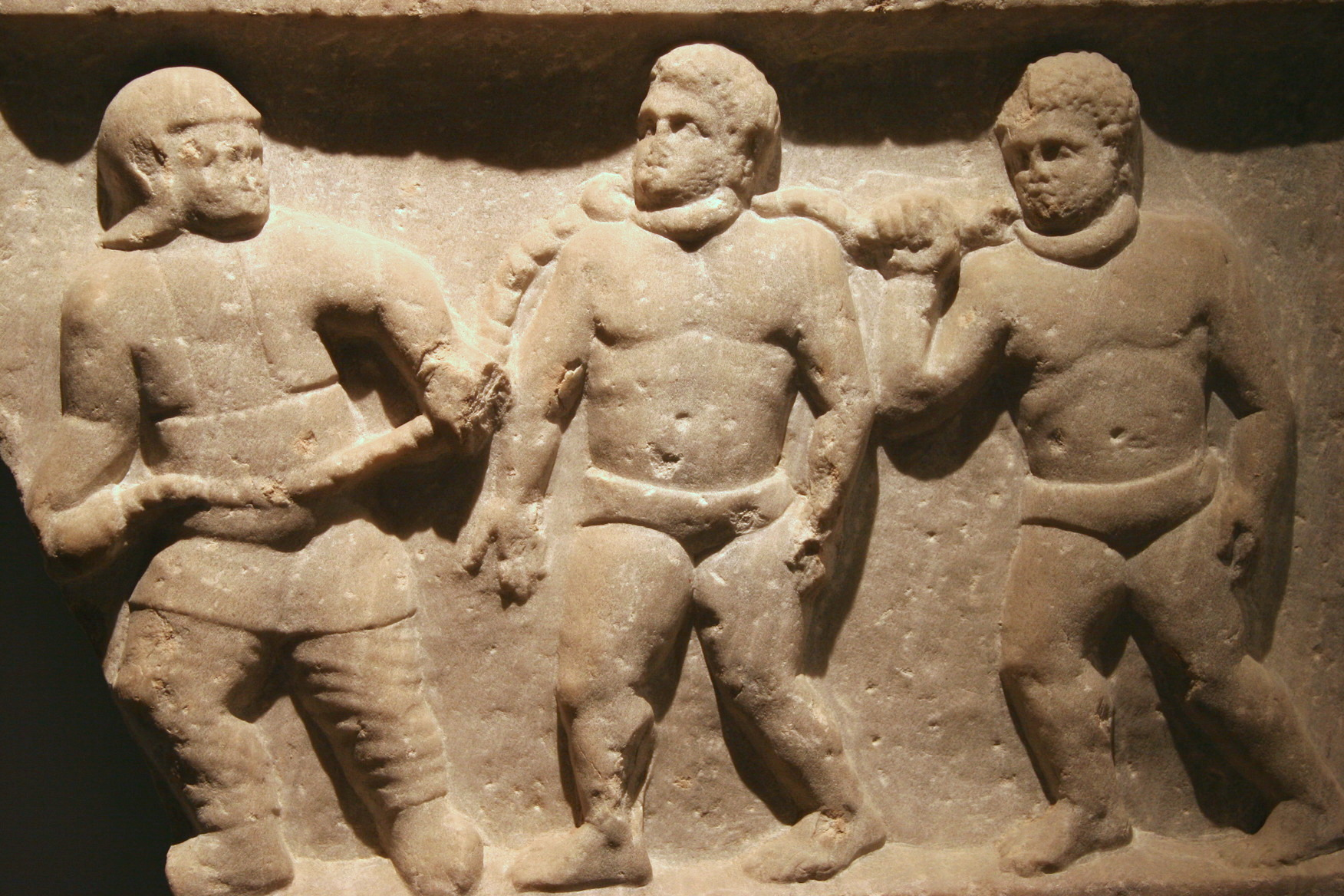
首輪をかけられローマ兵に連行される戦争捕虜。彼らは奴隷市場で売られる運命にあった。

古代ローマの歴史を通じて、安価な労働力として奴隷の存在は経済の重要な要素であり続けた。奴隷は外国商人との売買そして征服した地域の住民の奴隷化といった様々な手段を通じてローマの労働力に組み込まれていた。これらの奴隷の一部は召使や職人そして個人的な従者として用いられたが、奴隷の大部分は鉱山そしてシチリアや南イタリアの大農場で使役された。
共和政ローマ時代の奴隷は過酷かつ抑圧的に扱われた。ローマの法律では奴隷は人間ではなく財産と見なされていた。所有者は自らの奴隷を法的制約を受けることなく虐待し、傷つけそして殺すことができた。奴隷には様々な階層や形態があったが、最も低くそして数の多い階層である農場や鉱山の奴隷は過酷な肉体労働を生涯にわたって強いられた。
抑圧的に扱われる奴隷たちが特定の場所で集中して使役されていたことにより反乱が引き起こされた。 紀元前135年に第一次奴隷戦争が、紀元前104年には第二次奴隷戦争がシチリアで勃発した。挙兵した少数の奴隷のもとにローマの奴隷としての過酷な生活から逃れようとする者たちが集まり、数万人規模にまで膨れ上がっている。元老院がこれを深刻な騒乱であると見なし、鎮圧に数年を要したにもかかわらず、依然として彼らは奴隷の反乱を共和国に対する深刻な脅威であるとは考えていなかった。イタリア本土では奴隷の反乱は起こっておらず、奴隷がローマ市自体に対する潜在的な脅威であるとも思われていなかった。この認識は第三次奴隷戦争の勃発によって一変することになる。

## 戦争の勃発 （紀元前73年）

### 剣闘士養成所からの脱走

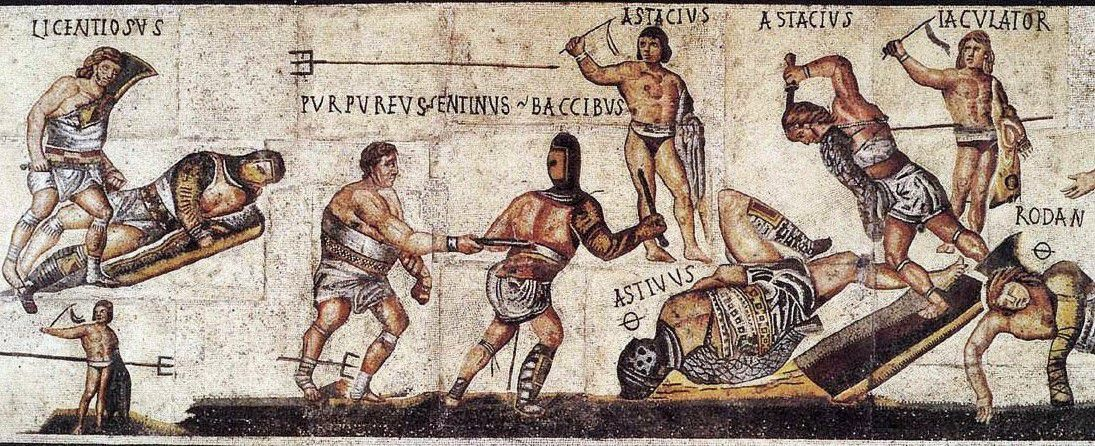
『剣闘士のモザイク』
ボルゲーゼ美術館蔵

紀元前1世紀の共和政ローマでは剣闘士試合は最も人気のある娯楽のひとつであった。試合に出場する剣闘士を供給するためにイタリア各地に剣闘士養成所がつくられた。これらの養成所では戦争捕虜や奴隷市場で売買された者そして志願した自由民が剣闘士として闘技場で戦うための技術を教え込まれていた。強い剣闘士は富と名声を得られ、興行師（ラニスタ）も大金を稼げたが、一方で当時のローマ社会では剣闘士は奴隷の中でも最下等の者とされ、興行師は売春宿の主人と同じ賤業と見なされていた。剣闘士は試合に敗れても助命されるケースが多く必ずしも殺されるわけではなかったが、幾度もの試合を生き延びて自由を得られる者は少数であり、過酷な境遇であることに変わりはなかった。

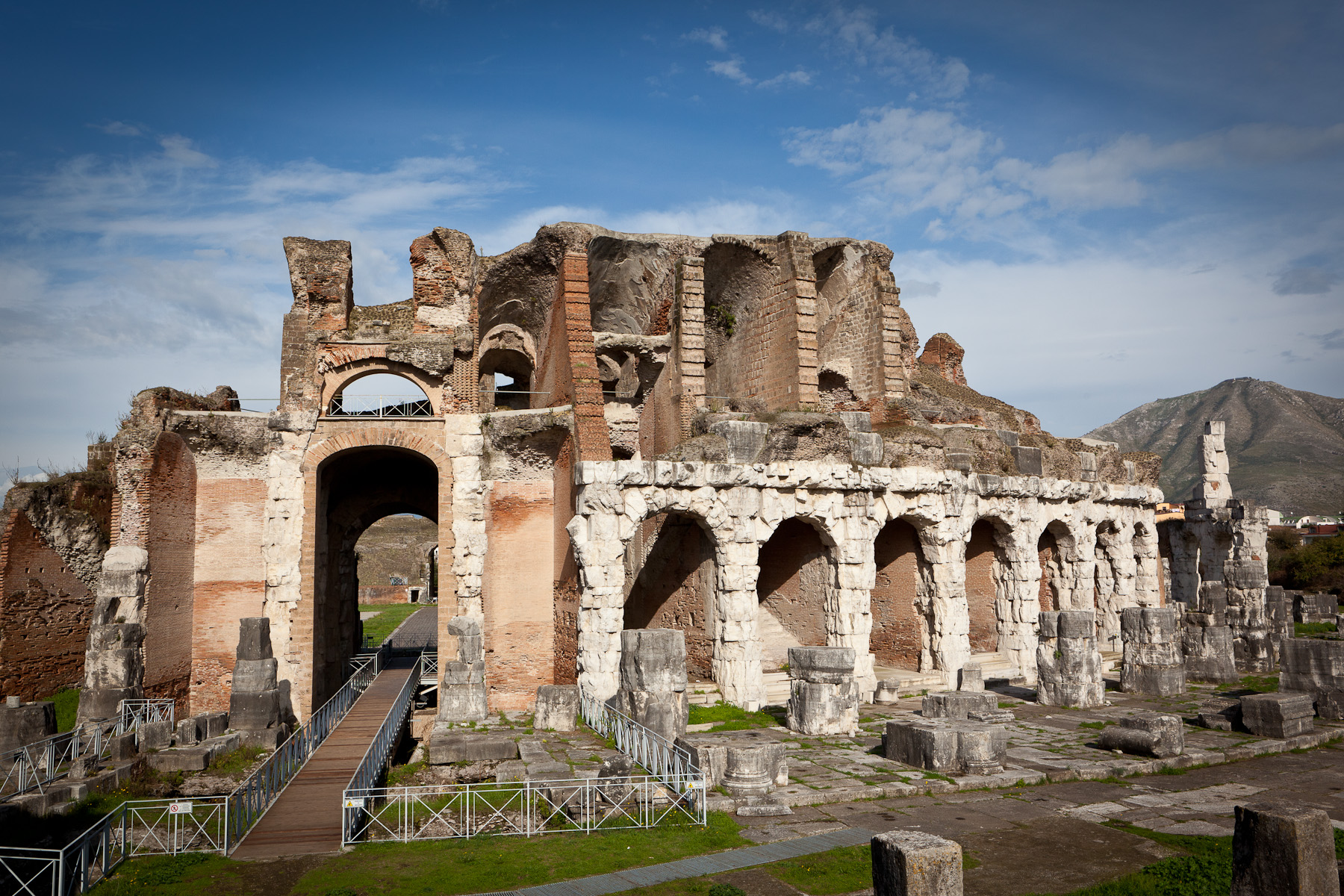
カプアの円形闘技場遺跡。

反乱の指導者となったスパルタクス（Spartacus）はトラキア人の剣闘士奴隷で、カンパニア地方のカプアにあるレントゥルス・バティアトゥス所有の剣闘士養成所に属していた。スパルタクスの出自についてプルタルコスはトラキアのマイドイ族出身とし、アッピアノスは、元はローマ軍団の補助兵であったが、捕虜となって売られ剣闘士になったトラキア人であると伝えている。フロルスはより詳細に「トラキアのメディ族出身、ミトリダテス戦争にてポントス王国側の傭兵として参戦。メディ族がローマと講和して後はローマの補助兵となったものの、反ローマ闘争に身を投じた。やがてローマ軍の捕虜となり、奴隷として売られてカプアの剣闘士養成所に入った」と述べている。近代の歴史家モムゼンはボスポラス王国のトラキア系王家の子孫とする説を唱えている。スパルタクスの出身については史料の述べるトラキア（Thraex）とは民族ではなく彼が訓練された剣闘士のスタイル（トラキア剣闘士というタイプがある）のことではないかとする異論もある。
紀元前1世紀頃の南イタリアのカンパニア地方は剣闘士興行が盛んな土地であり、最古の剣闘士養成所はカプアにあったと考えられる。このカプアのバティアトゥス養成所にはガリア人とトラキア人の剣闘士が多く所属していたが、興行師は無理に彼らをひとつ所に押し込めていた。紀元前73年、剣闘士奴隷200人が脱走を計画した。密告によって計画が漏れると、およそ70人の奴隷が厨房の調理道具（包丁や焼き串）を武器に養成所を脱走し、さらに通りかかった数台の馬車から剣闘士用の武器と鎧も手に入れた。逃亡して自由になった剣闘士たちはスパルタクスと二人のガリア人、クリクススとオエノマウスを指導者に選んだ。
逃亡した奴隷たちはカプアから派遣された討伐隊を撃退し、不名誉と考える剣闘士の武器を捨てて手に入れた軍隊の武器を装備した。養成所脱走直後の動向については史料によって異同があるが、逃亡した剣闘士の集団がカプア周辺を略奪し、そこの奴隷たちを仲間に加え、ウェスウィウス山に立て籠もったという点ではおおよそ一致している。

### 法務官軍の敗北
蜂起と襲撃が起こったカンパニアはローマの資産家や有力者の休養地であり、ここには多数の別邸が所在しており、反乱はすぐにローマ政府の注目を受けることとなった。当初、この反乱は武装蜂起ではなく、大規模な治安の悪化と見なされていた。

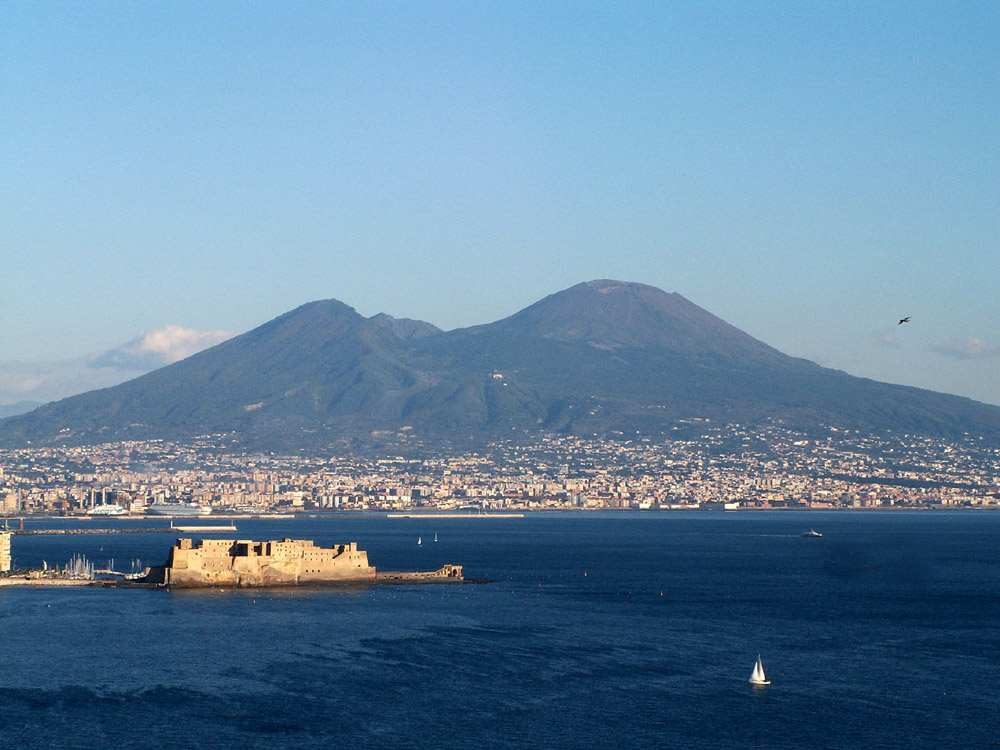
剣闘士たちが立て籠もったウェスウィウス山

しかしながら、この年の後半にはローマは反乱を鎮圧すべく法務官の率いる討伐軍を派遣した。法務官ガイウス・クラウディウス・グラベルは3,000人の兵士を集めたが、これは軍団兵ではなく「大急ぎかつ適当に徴集された」民兵であり、ローマ人たちはこれは戦争ではなく盗賊の襲撃の類と見なしていた。グラベルの兵はウェスウィウス山の奴隷軍を包囲し、山へと通じる唯一の道を閉鎖した。奴隷軍を閉じ込められると考えたグラベルは、飢えに苦しんだ奴隷たちが降伏するのを待った。
奴隷たちは軍事訓練を受けてはいなかったが、スパルタクスの兵たちは手に入る資材を活用する創意工夫を示し、訓練されたローマ軍に対して知恵を絞った奇策を用いて対した。グラベルの包囲作戦に対してスパルタクスの部下たちはウェスウィウス山の斜面に生育する蔦や木々を用いて縄や梯子をつくり、これらの道具を用いてグラベル軍の背後の崖を降りた。彼らはウェスウィウスのふもとを回って、グラベル軍の背後を突き、これを殲滅した。
法務官プブリウス・ウァリニウス率いる第二の討伐軍がスパルタクスに対して差し向けられた。何らかの理由により、ウァリニウスは軍を部下のフーリウスとコッシニウスの部隊に分けていた。プルタルコスはフーリウスの兵を3,000としているが、それ以外の部隊の兵力、討伐軍が正規の軍団兵なのか民兵なのは明らかではない。今度の討伐軍も奴隷軍によって撃破され、コッシニウスは戦死し、ウァリニウスは捕らわれかけており、ローマ軍の装備は奴隷軍に奪われた。
これらの勝利により、この地方の牧人奴隷（牛飼いや羊飼い）をはじめとするより多くの奴隷たちが参集し、奴隷軍は約70,000人まで膨れ上がった。奴隷軍は紀元前73年から72年にかけての冬を新兵たちの訓練と武装化に費やし、ノーラ、ノチェーラ、トゥリそしてメタポントゥムにまで襲撃範囲を広めた。
奴隷側も全くの無傷ではなかった。戦争初期のいずれかの時点で指導者の一人のオエノマウスが恐らくは戦死しており、彼の名は諸史料では言及されなくなる。

## 奴隷軍の構成と目的

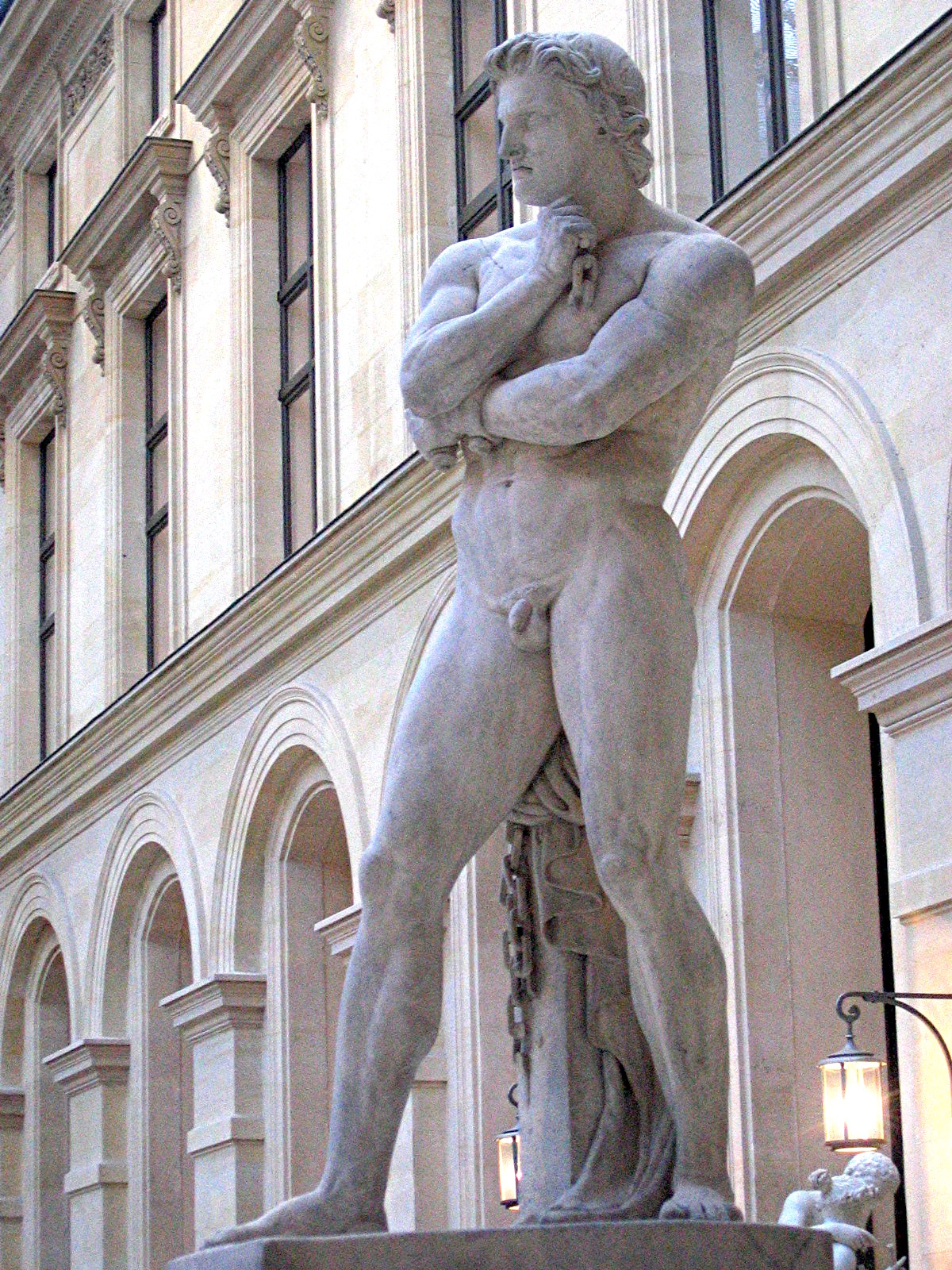
スパルタクス像
ドニ・フォヤティエ作、1830年、ルーヴル美術館

スパルタクスを指導者とする奴隷軍の規模は古典史料によって異同があるが、南イタリア制圧から半島北上の全盛期には12万人から20万人、壊滅する最終局面では30万人以上に達したと推定されている。その構成は古典史料からは剣闘士、牧人奴隷（牛飼いと羊飼い）、脱走奴隷（家内奴隷と農業奴隷）、手工業奴隷に加えて「田畠からの自由人」（貧農）、サムニウムからの下層民、「寄せ集め」（零落した自由民）そしてローマ軍団からの逃亡者の存在がうかがえる。このうち、農業奴隷が人数的には大部分を占めていたと推定され、またスパルタクスは後になってローマ軍団からの逃亡者の受け入れを止めている。民族的にはゲルマン人、ケルト人（ガリア人）、スコルディスキ、トラキア人そしてイタリア人（自由民もしくは奴隷）が存在し、その他にローマ人の奴隷になっていたギリシャ・シリアの東方奴隷、ヒスパニア、アフリカ出身の奴隷については古典史料では言及がない。
アッピアノスは奴隷軍の軍紀が厳正であったことを伝えており、スパルタクスは略奪品を平等に分配し、金銀の個人的な所有を禁じたという。また、サッルスティウスに拠れば、スパルタクスは無用な暴行と略奪といった逸脱行為を禁じたという。
奴隷軍の目的について、アッピアノスやフロヌスはローマ進軍にあったとしているが、これは恐らくは当時のローマ市民が抱いた恐怖を反映したものであり、仮にそう考えていたとしても、この目標は反乱の後半には放棄されている。プルタルコスはスパルタクスはガリア・キサルピナにまで北上して彼の仲間たちを故郷へ返すことを望んでいただけであったと述べている。
ドイツのモムゼンやソ連のA・W・ミシューリンをはじめとする近現代の多くの研究者がアルプス山脈を越えて自由を得ようと主張するスパルタクス派と南イタリアに留まり略奪を続けようと主張するクリクスス派とに逃亡奴隷たちが分裂したとしている。逃亡奴隷の一部がアルプスを越えて脱出するよりもイタリアを略奪することを望んでいたとプルタルコスも述べており、紀元前1世紀の歴史家サッルスティウスの著作にはクリクスス派の人々は「敵に向かって進み、戦うことを欲した」との記述があり、分裂が発生したこと自体は古典史料と矛盾はしないが、これを支持する直接的な史料は存在しない。第二次世界大戦後になって、これまで通説となっていたスパルタクスとクリクススとの不和＝不統一による分裂は存在せず、地域の分担による別行動だったとする説が提起されている。

## 執政官軍の敗北（紀元前72年）
この時期のローマは西方のヒスパニアではセルトリウスの反乱が紀元前77年から続いており、紀元前73年にはこれに呼応する形で東方のポントス王ミトリダテス6世との戦争が再開していた（第三次ミトリダテス戦争）。東地中海ではクレタの海賊が跋扈してローマの補給路を脅かしており、この危機のさなかにイタリア本土で剣闘士や奴隷による蜂起が発生した。
紀元前72年、奴隷軍は冬営地を出立し、ガリア・キサルピナ（現在の北イタリア地方）に向けて北上した。
反乱軍の規模とグラベルおよびウァリニウス両法務官の敗北に危機感を持った元老院はその年の執政官であったレントゥルスとゲッリウスの率いるローマ軍団を派遣した。ゲッリウスの軍団はガルガヌス山麓でクリクススの率いていた軍30,000と戦った。この戦いについてはサッルスティウスの著作"Historiae"に若干の記述があり、数に劣るゲッリウスの軍団は高地に二列の戦列を組んで敵を待ち構え、クリクススがこれを攻撃したという。結果はゲッリウスの大勝に終わり、クリクススを含む奴隷軍の3分の2が殺された。この戦いには後にカエサルの政敵となる若き小カトも従軍しており、戦勝を悦んだゲッリウスは小カトに褒賞を与えようとしたが、彼はこれを固辞したという。
この時点以降、クラッススが登場するまでの期間の経過は古典史料によって内容が大きく異なっている。現存する包括的な内容のアッピアノスとプルタルコスの史書の伝える経過の詳細は大きく異なっている。しかしながら、一方が他方と直接矛盾するものでもなく、異なる出来事が記述され、他の史料に書かれている出来事が無視されていたり、逆に他にはない出来事が記述されてもいる。

### アッピアノスの伝える経過

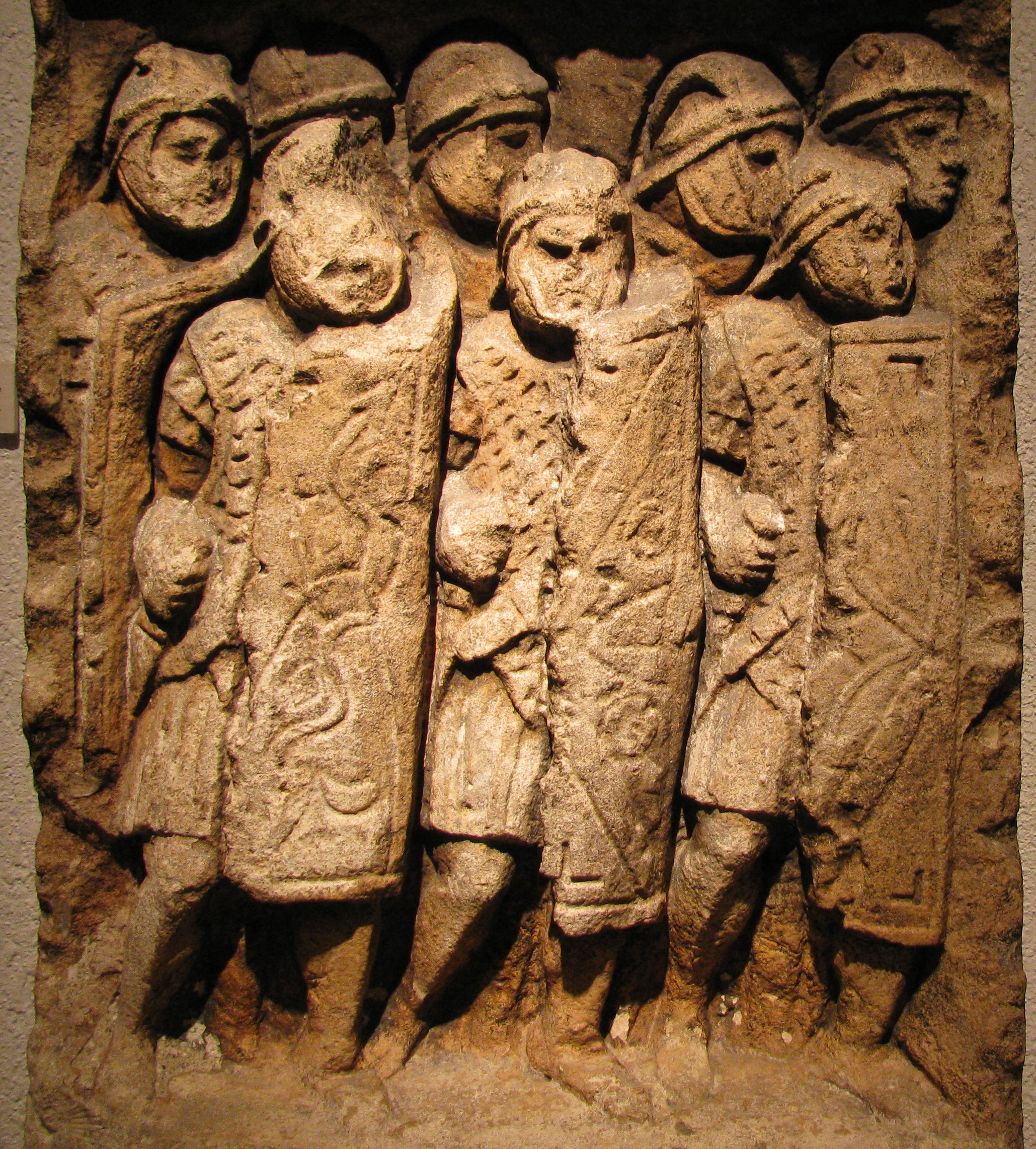
ローマ軍団兵

アッピアノスによるとガルガヌス山麓でのゲッリウスの軍団とクリクススの兵との戦いはスパルタクス軍によるローマへの直接攻撃にも至りかねなかった長く複雑な軍事行動の始まりであった。
クリクススに勝利したゲッリウスは北方に進軍し、ガリア・キサルピナへと向かうスパルタクスの軍を追跡した。レントゥルスの軍団はスパルタクスの進路を遮るように布陣し、両執政官の軍はスパルタクス軍を挟み撃ちにしようと企てた。レントゥルスの軍団と衝突したスパルタクス軍はこれを撃破し、次いで転進してゲッリウスの軍団も打ち負かし、ローマの軍団兵は算を乱して敗走した。
アッピアノスの伝えるところによれば、スパルタクスは戦死したクリクススの報復としてローマ兵捕虜300人を剣闘士とし、死に至るまで戦わせたという。共和政ローマの時代、剣闘士試合の開催は死者を弔う名誉ある行為であった。フロルスの史書は「彼（スパルタクス）は戦場に倒れた彼の部下たちの葬儀をローマの将軍の形式で執り行うことを祝い、捕虜たちに戦うよう命じた」と述べている。この勝利の後に、スパルタクスは約12万人の逃亡奴隷集団とともに北に進み、できるだけ早く進めるように不要な物資を焼却し、捕虜は殺害し、荷物を運ぶ動物は屠殺した。
敗北した執政官軍はローマに戻って再編成を行い、この間にスパルタクスは北へと向かっていた。両執政官軍はピセヌム（現在のマルケ州）のいずれかの場所でスパルタクスと再戦するが、またも敗れた。
アッピアノスはこの時点でスパルタクスがローマ進軍へと「心変わり」したと述べている（ピセヌムの戦い以後のスパルタクスの最終目標であったとほのめかしている）が、全軍の武装化が完了せず、彼の側に付く都市もなく、奴隷や逃亡者そして下層民ばかりの状態であり、スパルタクス自身は未だこのような戦いを行う準備は整ってはいないと考え、再び南イタリアに戻ることに決めた。奴隷軍はトゥリの町と周辺の村落を占領し、武装化と周辺地域の略奪を行い、そして商人を介して略奪品を武器を製造するための銅や鉄と交換した。奴隷軍はローマ軍としばしば衝突し、常にこれを打ち負かした。

### プルタルコスの伝える経過
プルタルコスはアッピアノスのそれとは大きく異なる経過を述べている。
プルタルコスの伝えるところによると、ガルガヌス山麓でのゲッリウスの軍団とクリクススの兵（プルタルコスはゲルマン人と記している）との戦いの後、スパルタクスの兵はレントゥルスの軍団と戦ってこれを撃破し、補給品と装備を手に入れると北イタリアへと前進した。この敗北の後、両執政官は元老院によって指揮権を取り上げられ、ローマに召還された。プルタルコスはスパルタクスとゲッリウスの軍団との戦いやピセヌムでの両執政官軍との戦いについて何も言及していない。
プルタルコスはアッピアノスが伝えていない戦いについて記述している。プルタルコスによれば北上したスパルタクスの軍はムティナ（現在のモデナ）に至った。ここでガリア・キサルピナ属州総督ガイウス・カッシウス・ロンギヌス の率いる1万人のローマ兵がスパルタクスの前進を阻もうとして撃破されている。
これ以降、プルタルコスの史書には紀元前71年春のクラッススとスパルタクスとの緒戦までの期間の記述はなく、アッピアノスの伝えるローマへの進軍やトゥリへの退却の話は省略されている。

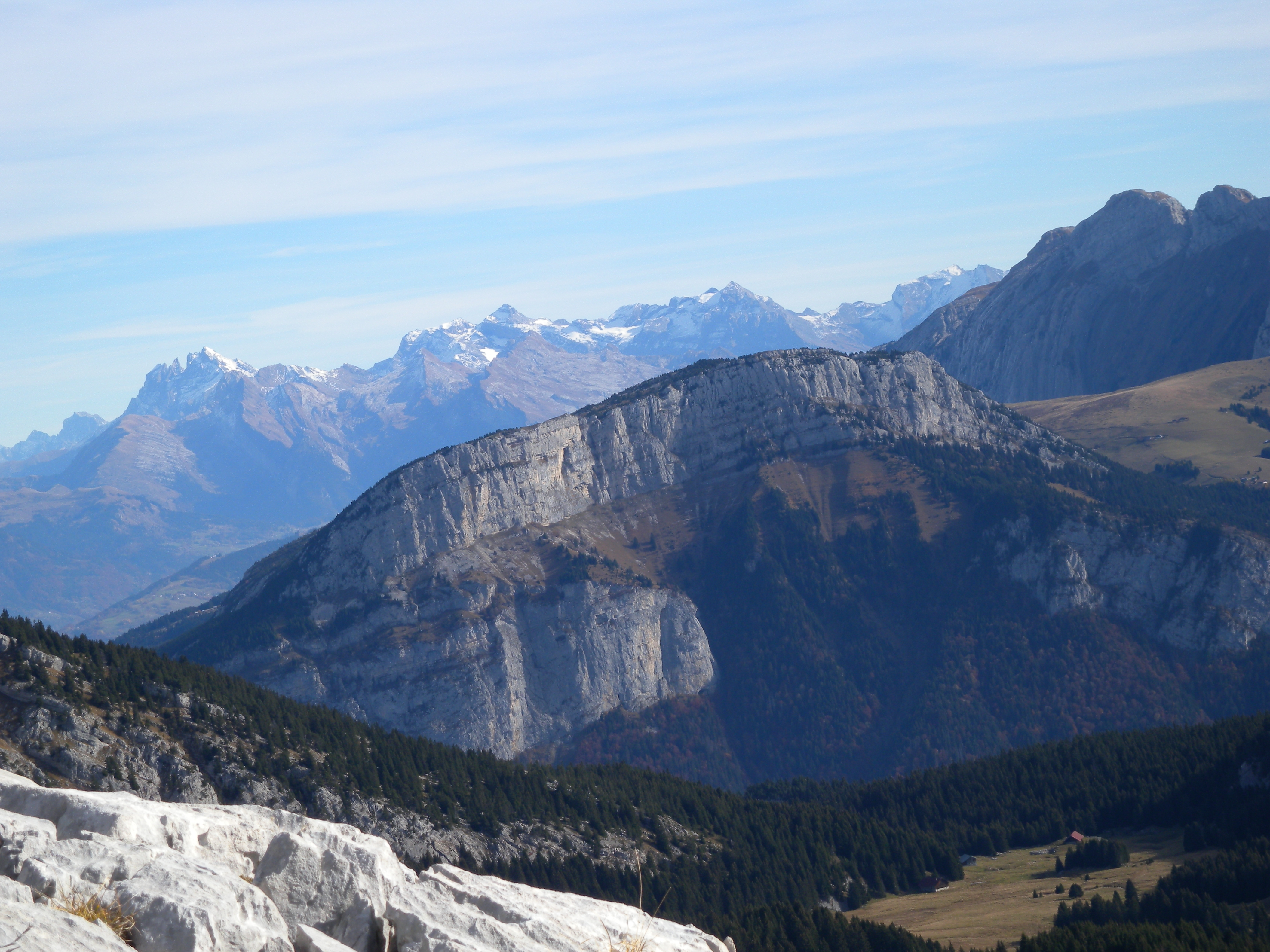
アルプス山脈。スパルタクス軍はアルプス越えを止め南下したが、その理由は明らかではない。

スパルタクスの目的であった筈のアルプス越えが、なぜ実行されなかったのか、プルタルコスは何も説明していない。2世紀の歴史家フロルスは「勝利に驕ったスパルタクスがローマ進軍を企てた」と述べている。
モムゼンをはじめとする近現代の歴史学者たちの多くは、半島内を略奪して回ることを望む周囲の圧力にスパルタクスが屈したとしている。ソ連の研究者A・W・ミシューリンは反乱軍内の意見の不一致、アルプス越えの困難さ、そして北イタリアでは奴隷経済が発展しておらずの現地の自作農の抵抗があったことに再南下の原因を求めた。反乱軍内に不一致はなく、スパルタクス自身がローマ進軍に積極的に同意したとする主張もある。
これらに対してポーランドのカミェニックや日本の土井正興は、ガリア・キサルピナ到達が予定よりも遅れて秋になり、ポー川が氾濫して渡河が困難になった上に冬の到来もあいまって女子供を含んだ大所帯での冬のアルプス越えは不可能だと判断したとする再南下の原因を地理的要因に求める説を唱えている。その他には故郷トラキアでの戦争がローマの勝利に終わったことにより故国帰還を放棄したとする外的要因説があり、さらには、この反乱は奴隷ではなく自由農民が主体であったと主張する研究者はアルプス越え自体が目的ではなかったとしている。いずれにせよ数万人にのぼる逃亡奴隷の集団は進路を反転し、食糧を得やすい南へと向かった。

## クラッススとの戦い（紀元前71年）
紀元前72年の出来事について古典史料の内容は異動があるが、紀元前71年前半の時点でスパルタクスとその逃亡奴隷集団が南イタリアに所在していたという点ではおおよそ一致する。

### クラッススへの指揮権授与

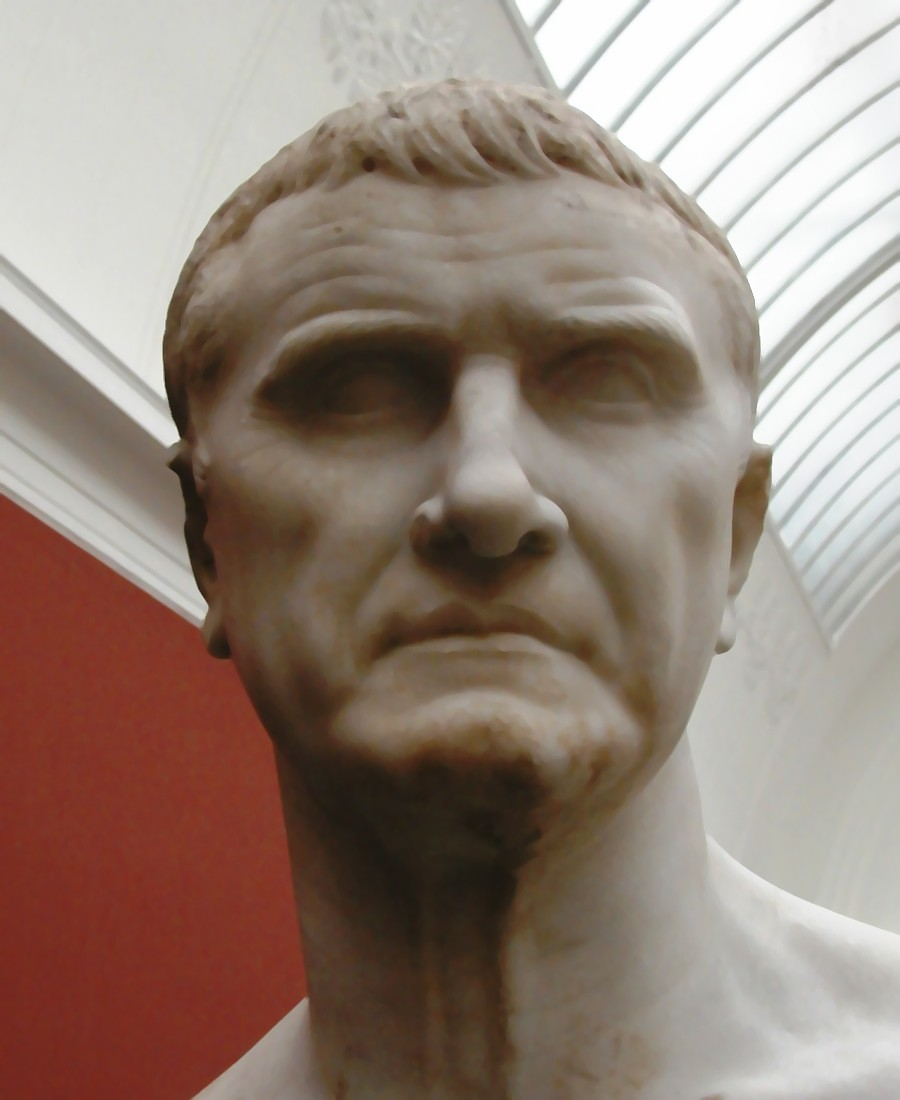
マルクス・リキニウス・クラッスス

紀元前71年の執政官に選挙されたレントゥルス・スラとオレステスは軍事的に無能な人物であり、代わりに反乱鎮圧の責任を負わされる法務官の選挙に誰も立候補しようとしない事態に陥っていた。
元老院はイタリア本土で起こった抑止しえない反乱に恐れをなし、鎮圧の任をマルクス・リキニウス・クラッススに委ねることにした。クラッススはローマの政界において既に名をなした人物であり、軍事面でも紀元前82年にスッラとマリウスとの間で起こった内戦 (英語版) の際に野戦軍を指揮しており、独裁官時代のスッラに従っていた。
法務官に選出されたクラッススにはプロコンスルとして最高司令官の地位を与えられて、レントゥルスとゲッリウスの両前執政官の軍団に加えて新たに6個軍団が配され、彼の軍隊は訓練を受けたローマ兵4万から5万となった。クラッススは自らの軍団兵に厳格かつ残忍な規律を加え、十分の一刑を復活させた。アッピアノスは前執政官の2個軍団の指揮権をクラッススが引き継いだ際に彼らの臆病を責めてこの刑を科したのか、その後の敗戦の際に全軍団に対して科したのか明らかにしていないが、4千人以上の軍団兵が処刑されたとしている。
これに対してプルタルコスはスパルタクスとの最初の交戦となった副将ムンミウスの指揮下での敗北に際して1個歩兵隊の50人の軍団兵にこの刑を科したとしている。実際はいずれかだったかはともかく、クラッススが軍団兵にこの扱いをなした目的は「兵たちにとって彼が敵よりも危険である」と思わせることであり、指揮官によって不名誉な死に処される危険にさらされるよりはと、勝利に向かって駆り立てることであった。
スパルタクスの軍勢が再び北上しはじめると、クラッススは地方の境界に6個軍団を配置させ（プルタルコスは最初の戦闘はピセヌム地方で起こったとし、アッピアノスはサムニウム地方だったとしている）、そして、副将のムンミウスが指揮する2個軍団をスパルタクスの背後に回り込ませたが、彼らには交戦せぬよう命じていた。だが、いざスパルタクス軍を前にするとムンミウスは命令に従わずに戦い、そして敗走した。この失敗にもかかわらずクラッススはスパルタクスと戦って打ち破り、6千人を殺害した。
戦争の潮目が変わり始めた。クラッススの軍団は幾つかの戦闘で勝利して数千人の反乱奴隷を殺し、スパルタクスを南へと後退させルカニア地方を通り、メッサナ海峡対岸部、イタリア半島最南端のカラブリア地方の都市レギウム（現在のレッジョ・ディ・カラブリア）にまで追い込んだ。プルタルコスによれば、スパルタクスはキリキア海賊と2千人の兵士をシキリア島へ運ぶ取引を行い、この地で再び奴隷の反乱を起こさせ増援を得ることを図ったと云う。だが、海賊たちは彼を裏切り、報酬を受け取ったにもかかわらず、反乱奴隷を見捨てて姿を現さなかった。幾つかの史料によれば、奴隷軍が脱出のための筏を造ろうとしたが、クラッススは何らかの手段によってこれを妨害して海峡を越えさせなかったため、スパルタクスたちは諦めたと云う。
スパルタクスの軍はレギウムへと退却した。クラッススの軍団はこれを追撃し、地峡にまたがる長城を建設し始め、阻止しようとする奴隷軍の襲撃を撃退して完成させた。奴隷軍は包囲され、補給を絶たれた。

### 増援軍団の到着と戦争の終焉
この頃、ヒスパニアでのセルトリウスの反乱を鎮圧したポンペイウスがイタリアに帰還した。
クラッススが増援を要請したのか、単に元老院がちょうど帰還していたポンペイウスを反乱鎮圧に活用することに決めたのかは史料によって異なるが、いずれにせよポンペイウスはローマに立ち寄らずクラッススを援護するために南下するよう命ぜられた。元老院はまた"Lucullus"指揮下の増援を派遣しており、アッピアノスは誤ってこの人物を当時、第三次ミトリダテス戦争を戦っていたルキウス・リキニウス・ルクッルスとしたが、どうやら実際にはマケドニア属州長官のマルクス・テレンティウス・ウァッロ・ルクッルスであり、彼は前者の弟であった。ポンペイウスの軍団が南下し、ルクッルスの軍団もブルンディジウムに上陸すると、クラッススは迅速に反乱を鎮圧せねば勝利の栄誉は増援軍の将軍たちのものになりかねないと焦り、軍団兵たちに早急に反乱を終わらせるよう駆り立てた。

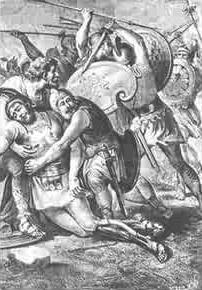
スパルタクスの最期。
Nikolo Sanesi 画、19世紀。

ポンペイウスの接近を知ったスパルタクスはローマ軍の増援部隊が到着する前に戦いを終わらせようとクラッススとの交渉を試みた。クラッススがこれを拒否するとスパルタクス軍の一部が包囲網を突破してブルティウム地方のペテリア（現在のストロンゴリ）西部の山岳地帯に逃れようとし、クラッススの軍団がこれを追撃した。軍団はスパルタクス軍本隊から分離したガンニクスとカストゥスが率いる集団の捕捉に成功し、これらの軍は勇敢に戦ったが12,300人が殺されて全滅した。
クラッススの軍団も無傷ではなかった。奴隷軍を追撃していた騎兵隊長のクィントクスと財務官スクローファスの率いる部隊がスパルタクスに迎え撃たれ潰走している。本職の兵士ではない反乱奴隷は限界に達していた。彼らはこれ以上逃げ回ることを望まず、一部の集団が本隊から離脱して勝手にクラッススの軍団に攻撃をかけた。
統制が失われたと知ったスパルタクスは軍勢を反転させて全兵力を集結し、迫りくるクラッススの軍団を迎え撃った。シラルス川の戦いと呼ばれる最後の戦いが行われた。堀を巡らせて待ち構えるクラッススの軍団に対して、スパルタクスは「勝てば馬は幾らでも手に入る。負ければもう必要ない」と言い放って自らの馬を殺し、歩兵として戦った。スパルタクスは自らの手でクラッススを討ち取ろうと突進し、小隊長2人を殺す奮戦をしたが、結局、奴隷軍は殲滅され、大部分の者たちが戦場に斃れた。この戦いでスパルタクスも戦死したが、彼の死体は見つからなかった。
こうしてスパルタクス軍はクラッススによって壊滅させられた。ポンペイウスの軍はスパルタクスの軍と直接交戦することはなかったが、南下した彼の軍団は戦場から逃げ出した反乱兵5千人を捕えることができ、捕虜は全員虐殺された。この行為の後、ポンペイウスは元老院に急使を送り、「クラッススは確かに野戦で奴隷たちを制圧したが、この反乱を終わらせたのは自分である」と言わせて栄誉の大部分を要求し、クラッススとの対立を深めることになった。
反乱奴隷の大部分は戦場で命を落としたが、6千人がクラッススに捕えられ、ローマからカプアに至るアッピア街道沿いに十字架に磔にされた。

## 戦後

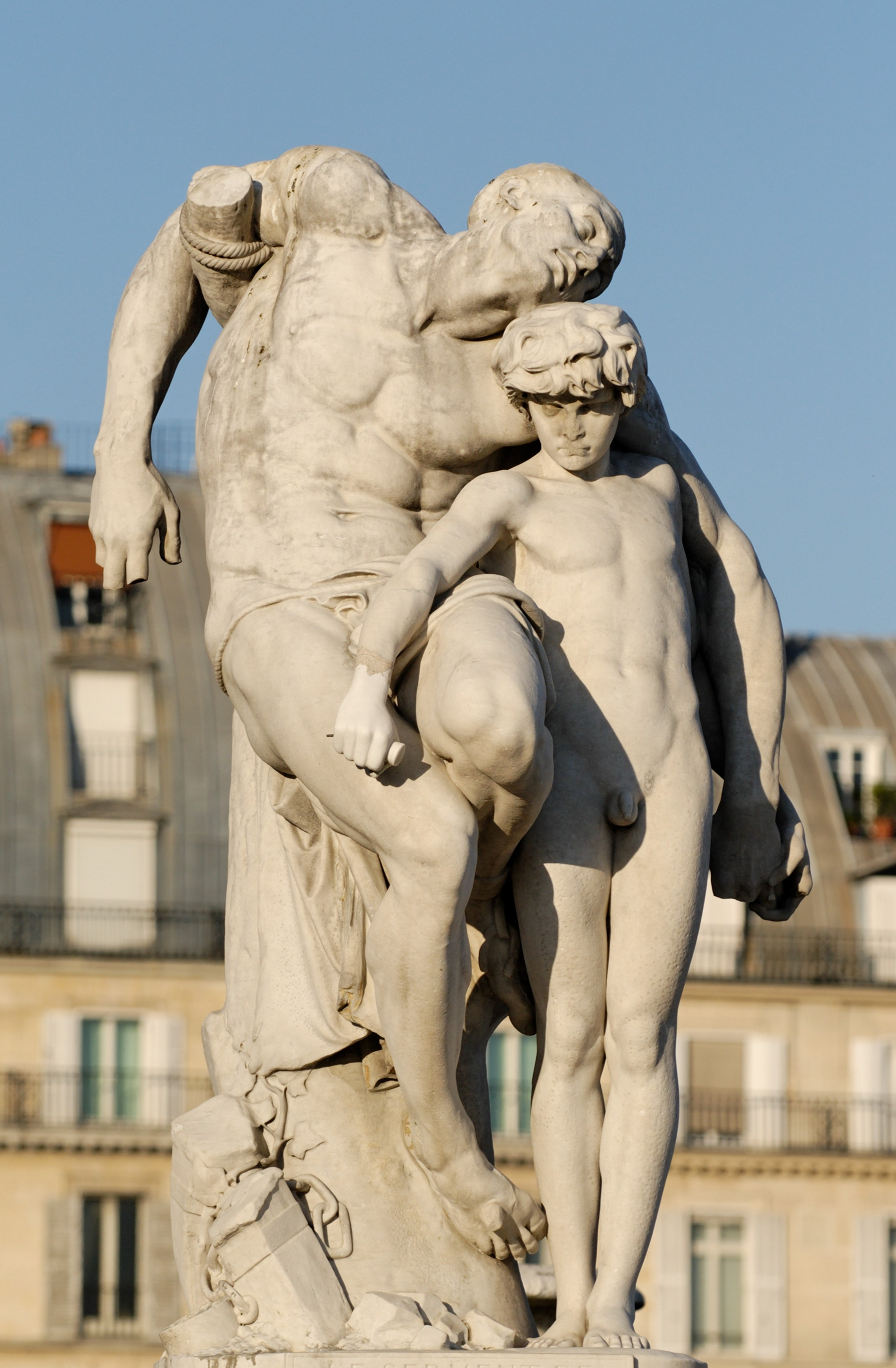
『スパルタクスの誓』
Louis-Ernest Barrias作、1871年、パリ、チュイルリー公園

ポンペイウスとクラッススの二人ともにこの戦争の鎮定による政治的利益を獲得した。クラッススとポンペイウスは軍団兵とともにローマへ帰還したが、彼らは兵を解散することを拒否し、市外で野営させた。彼らは紀元前70年度の執政官に立候補したものの、ポンペイウスは資格年齢に達していない上に財務官も法務官も経験したことがなかった。それにも拘らず、彼らは紀元前70年度の執政官に選出され、その理由の一半は市外に野営する軍団兵の無言の圧力であった。
紀元前71年末にポンペイウスはヒスパニアでのセルトリウス戦争鎮定の功績により凱旋式の挙行を許された一方で、クラッススによるこの第三次奴隷戦争鎮定の功績は低いものとされ小規模な凱旋式の挙行しか許されなかった。後にガイウス・ユリウス・カエサルが台頭するようになるとポンペイウス、クラッススはカエサルと第一回三頭政治を組んでいる。
奴隷に対するローマ人の態度やローマ社会の奴隷制度自体に対する第三次奴隷戦争の影響を推し量ることは簡単ではない。確かに、この反乱はローマ人を萎縮させ純然たる恐怖により、彼らは奴隷たちを以前よりは過酷に扱わなくなった。ローマ人奴隷所有者層の中には、これまでの収奪一辺倒では危険であると考え、監督を強化する一方で、労働意欲を増させるために奴隷に財産の一部（ペクリウム）を与え、妻帯を許して家族を成さしめる動きが出るようになった。裕福なラティフンディウム（大土地経営）の所有者たちは農業奴隷の人数を減らし、膨大な人数がいる土地を失った自由民と小作契約を結ぶようになった。当戦争から一世代近くの年月が経過した紀元前52年にカエサルのガリア戦争が終結してから後、ローマによる大規模な征服戦争の勝利はトラヤヌス帝（在位98年 - 117年）まで後を絶ち、軍事的征服を通じた安価の奴隷労働力の大量流入も止まった。比較的に平和な時代には大農場における自由民の雇用がより一層に促された（コロヌス化）。奴隷たちにも財産を蓄えて自由を得て、コロヌス（小作農）になる道が開かれるようになった。
ローマ社会における奴隷の法的地位と権利も変化し始めた。クラウディウス帝（在位41年 - 54年）の時代に老人および子どもの奴隷を殺すことは殺人と見なし、このような奴隷を捨てた場合は彼らは自由民になったとみなす法令が制定された。アントニヌス・ピウス帝（在位138年 - 161年）の時代には奴隷の権利が拡大され、所有者は奴隷殺害の責任を負い、また奴隷は虐待されていると（理論上は）中立の第三者機関に申し立てることができ、認められれば他者に売却されることになった。これらの変化を第三次奴隷戦争の直接的な結果とするには時代が違い過ぎるが、これらは数世代にわたって奴隷の法的条件とローマ社会の奴隷に対する態度が変化してきた現れであった。
ローマ社会における奴隷の使用と法的権利の変化へのこの戦争の影響の程を推し量ることは困難である。奴隷戦争の終結はローマ社会の奴隷使用の最盛期の終わり、および社会と法における奴隷に対する新しい認識の始まりの時期と一致していると見受けられている。第三次奴隷戦争は一連の奴隷戦争の最後のもので、これ以降、ローマではこのような大規模な奴隷反乱が起こることはなくなった。

## 評価

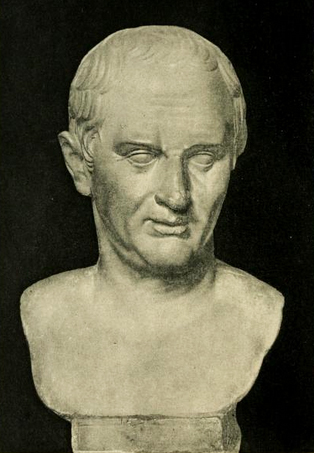
キケロ

史料が現存している共和政期・帝政期のローマの歴史家や政治家たちはスパルタクスの蜂起（第三次奴隷戦争）を卑しい奴隷とその中でも最下等の剣闘士が引き起こした騒乱と見なした。同時代の政治家キケロはこの戦争を「もっともおそろしい戦争」と形容し、これを鎮圧して共和国の危機を救った者としてポンペイウスを称賛した。帝政期初頭の詩人ホラティウスや歴史家パテルクルスも国家に重大な危機を与えたと評価している。後にキケロはスパルタクスを「盗賊団の首領」と呼び、政敵となったアントニウスをスパルタクスになぞらえて悪罵し、彼を（奴隷の中でも最も卑しい）剣闘士だともいい、一方、アントニウスもオクタウィアヌスをスパルタクスになぞらえて非難している。
スパルタクスの名はハンニバルと並ぶ「ローマの敵」と見なされ、大人たちは言うことを聞かない子どもに「スパルタクスが来るぞ」と脅したという。帝政末期の神学者アウグスティヌスはこの戦争を「災禍」とし、異教的ローマに対する神の警告であったと説いた。
同時代に近い歴史家サッルスティウスとリウィウスはその著作で第三次奴隷戦争について相当の文量で叙述したが、断片しか現存しておらず、完全な記述が残ったのはプルタルコスの『対比列伝』（Vitae Parallelae）とアッピアノスの『ローマの歴史』（Historia Romana）のみであり、その他のフロルス、フロンティヌス、オロシウスなどの著作の断片を合わせても記述量は4000語以下に過ぎない。ローマ人にとってスパルタクスはローマの秩序を脅かし、そして打ち滅ぼされた敵であり、彼を大義のために戦った英雄として扱うような古代の著作は存在しなかった。

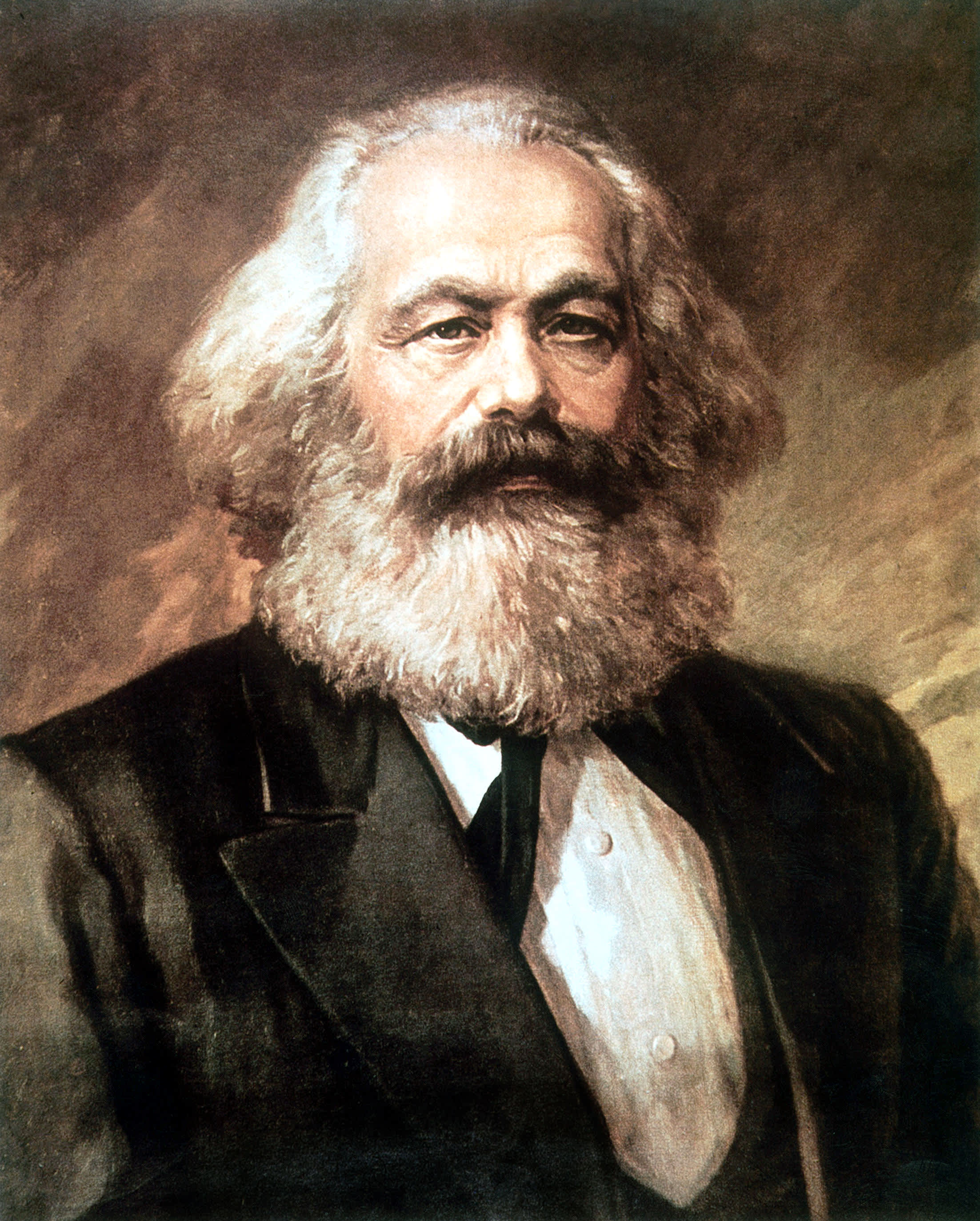
スパルタクスを高く評価したカール・マルクス。

スパルタクスに対する再評価を行った最初の人物は近世啓蒙主義時代の思想家ヴォルテールであると見られている。ヴォルテールはスパルタクスの蜂起を不当な抑圧者に対する武力闘争であったとして、「歴史上唯一の正しい戦争であった」と評価した。18世紀頃から長らく忘却されていたスパルタクスの名が再び想起され始め、1760年にこの反乱を初めて題材にした文芸作品であるソランの悲劇『スパルタクス』がパリの劇場で上演された。啓蒙主義的なドイツの文学者レッシングはスパルタクスを高く評価して「私の英雄」と呼んだ。18世紀末にカリブ海のフランス植民地でアフリカ人奴隷の蜂起が起こり、アフリカ大陸以外では初の黒人国家が成立した。このハイチ革命を指導したトゥーサン・ルーヴェルチュールは「黒いスパルタクス」と称された。この一方で否定的な見解もあり、ドイツ観念論を代表する哲学者ヘーゲルは第三次奴隷戦争を「混乱」と評価し、歴史家モムゼンはスパルタクスを「盗賊の首領」と呼んでいる。
『資本論』の著者で科学的社会主義の創始者となったカール・マルクスは最も尊敬する歴史上の人物としてスパルタクスの名を挙げ、エンゲルスへの書簡でスパルタクスを「全古代史の中でもっとも素晴らしい人物」、「ガリバルディも比べ物にならない偉大な将軍、高潔な人格」、「古代プロレタリアートの真の代表者」と評した。
近代以降、スパルタクスの名は解放を求める労働者階級の象徴となり、社会主義者・共産主義者の偶像的存在となっていった。スパルタクスの名は統一運動がすすめられていたイタリアでも想起され、ガリバルディの元で統一戦争を戦ったラファイエロ・ジョバニョーリは英雄小説『スパルタクス』（"Spartaco"）を著し、ガリバルディがその序文を寄稿している。アメリカ合衆国の奴隷解放運動やチェコの民族運動の中でも彼の名が想起され、『古代貧民』を著したアメリカの歴史学者ワードは「抵抗することは悪ではない」と労働者階級に訴えている。

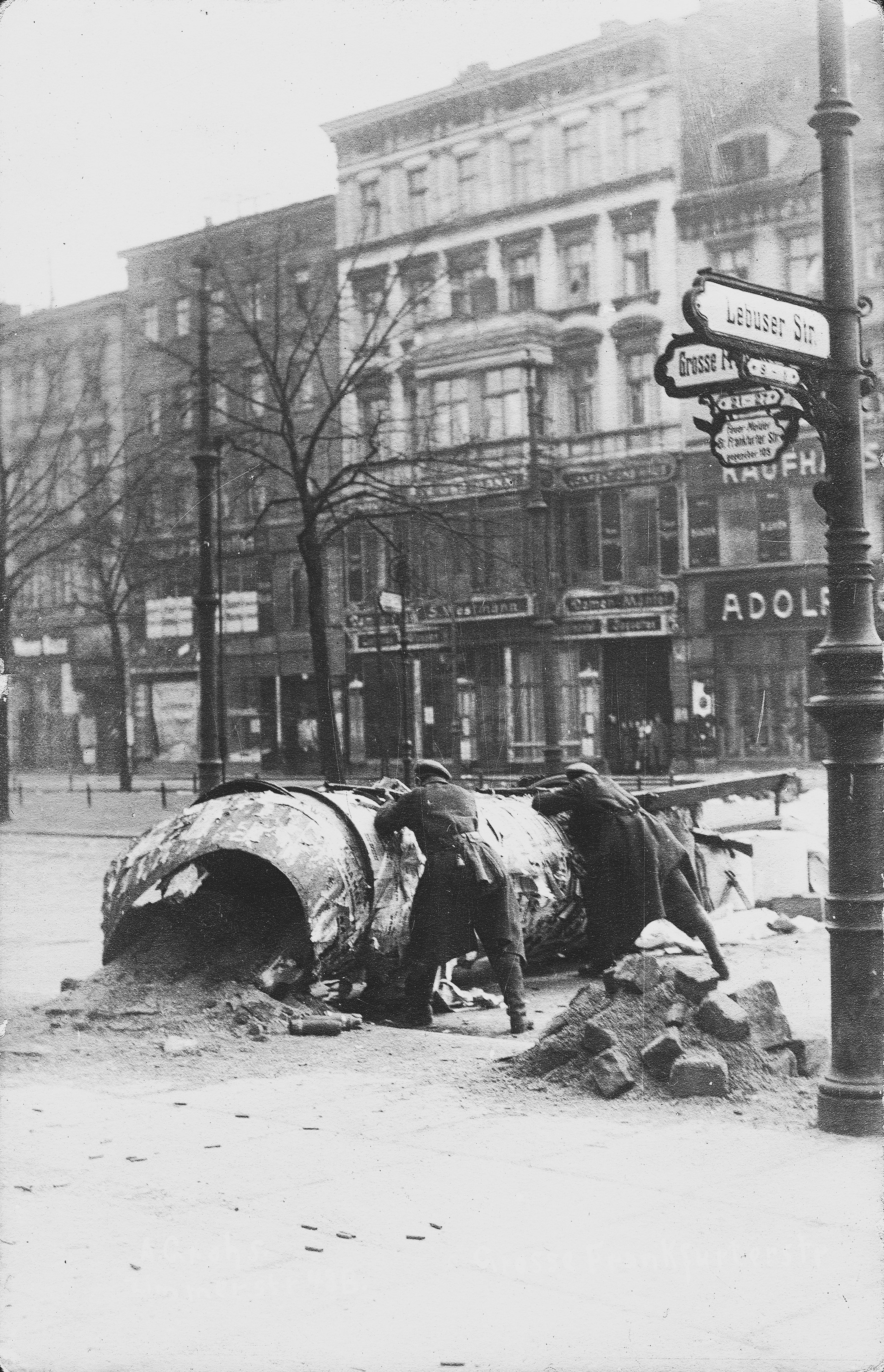
スパルタクス団の蜂起。
1919年1月

第一次世界大戦中に反戦運動を展開したドイツ社会民主党左派のカール・リープクネヒトとローザ・ルクセンブルクは大衆に向けた機関紙『政治的書簡』に「スパルタクス」と署名し、彼らの政治結社は「スパルタクス団」と呼ばれた。スパルタクス団はドイツ共産党に発展するが、1919年に武装蜂起に参加して壊滅し、リープクネヒトとルクセンブルクは殺害されている（スパルタクス団蜂起）。
「すべての社会の歴史は階級闘争の歴史である」との史観を持つ共産主義陣営はスパルタクスの蜂起をこれに組み込んでいった。十月革命でロシアにボリシェヴィキ権力を確立したレーニンはスパルタクスの蜂起を「抑圧された階級を擁護するために起こした正義の戦争であり、非難することのできない戦争である」と語り、被抑圧者が解放を求める最大の内乱であったと評した。
スターリン体制下のソビエト連邦では知識人による研究が集中的に進められ、スパルタクスの蜂起は抑圧階級である「奴隷所有者」と被抑圧階級である「政治的に覚醒した奴隷」との階級闘争であり、スパルタクスは支配階級を打倒しようとする革命闘争を行ったとされた。古代社会の階級闘争の代表的研究者がA・W・ミシューリンであり、彼は1936年にマルクス主義に立脚した研究集成である『スパルタクス－大奴隷反乱史概要－』を公刊し、第三次奴隷戦争の時期を「奴隷革命」の第一段階と定義し、スパルタクスを歴史における「プロメテウス」に比定している。ミシューリンはこの反乱は奴隷制と奴隷所有者的「所有」の廃棄を目指した階級闘争・解放闘争であり、この反乱に自らの弱体性を痛感させられた支配階層は奴隷所有者体制の堅持のために古い民主体制を除去してカエサルの軍事独裁体制を現出させるに至ったと論じた。S・L・ウトチェンコがこの議論を引き継いで反乱の奴隷制社会に対する影響を指摘し、反乱がより温和なコロヌス制（小作農制）への変化をもたらし、「大奴隷反乱は最初の一突きとなり、ローマの奴隷制経済に決定的な変革を招いた」と評価した。文化方面でも第三次奴隷戦争が題材となり、1954年にレーニン賞を受賞したバレエ作品『スパルタクス』が制作された。
これに対して自由主義陣営のヨーゼフ・フォークトをはじめとする研究者たちは、共産主義諸国のスパルタクス研究の欠陥を指摘するとともに古代のスパルタクスの蜂起を現代の階級闘争に恣意的に利用するものだと批判した。西ドイツのフォークトはこの時期の一連の奴隷反乱を統一的な奴隷廃止運動であったとする解釈を批判し、個々の蜂起は孤立的なものであり、個人の自由獲得が目的であって体制側も深刻な危機とは捉えなかったと論じ、ラファウアーはこれを発展させて反乱の原因を共和政末期の奴隷人口の過度の密集に求めて彼らは階級意識を持って振る舞ったのではなく、反乱は自然発生的なものであったと主張した。イデオロギー的史観から離れれば、スパルタクスが奴隷制度の廃止を目標に掲げて階級闘争を行ったとする古典史料に拠った証拠はなく、また古代社会において奴隷の存在は自明であったことに留意する必要がある。
1970年代になって、イスラエルの研究者ルービンゾーンは第三次奴隷戦争を「奴隷の反乱」とする「神話」に疑問を呈し、スパルタクス軍の主体は奴隷ではなく自由農民であったとする説を唱え、イタリアのレヴィやグァリーノがこの説を補強して「奴隷戦争」ではなく「社会戦争」であったと解釈している。日本では土井正興が中心的な研究者であり、共産圏の研究者に近い立場であった。
共産圏でスパルタクスが高く評価されたために冷戦時代のアメリカでは逆に警戒されるようになり、赤狩りが吹き荒れていた1951年にハワード・ファストが著した小説『スパルタカス』は商業出版社から出版拒否をされ、自費出版を余儀なくされている。この小説はベストセラーになり、これを原作にした映画『スパルタカス』（監督：スタンリー・キューブリック、主演：カーク・ダグラス）が1960年に公開され、脚本は赤狩りでハリウッドを追放されたダルトン・トランボが務め、この映画はアカデミー賞4部門を受賞した。
スパルタクスは冷戦終結後の民族解放運動でも偶像であり続けており、サパティスタ民族解放軍の実質的指導者マルコス副司令官はあらゆる社会的不平等に抵抗する者たちの象徴としてチェ・ゲバラとともにスパルタクスの名を挙げている。

## 作品
小説
- 『スパルタクス』（1951年、ハワード・ファスト著、村木淳訳、三一新書）
- 『剣闘士スパルタクス』（2004年、佐藤賢一著、中央公論社）

バレエ
- 『スパルタクス』（原題 Спартак、1956年） - 作曲アラム・ハチャトゥリアン

映画
- 『スパルタカス』（原題 Spartacus、1960年） - 監督：スタンリー・キューブリック、主演：カーク・ダグラス
- 『スパルタクス』（1976年、ソ連） - バレエ映画

テレビドラマ
- 『スパルタカス』（原題 Spartacus、2004年） - 主演：ゴラン・ヴィシュニック
- 『スパルタカス』（原題 Spartacus: Blood and Sand、2010年） - 主演：アンディ・ホイットフィールド
- 『スパルタカスII』（原題　Spartacus: Vengeance、2012年） - 主演：リアム・マッキンタイア

2010年のテレビドラマ・シリーズの続編。
- 『スパルタカスIII　ザ・ファイナル』（原題　Spartacus: War of the Damned、2013年）- 主演：リアム・マッキンタイア

2010年、2012年のテレビドラマ・シリーズの続編。
音楽
- 『スパルタカス』（1975年、トリアンヴィラート）

ミュージカル
- 『スパルタカス』（1992年） - 主演：安寿ミラ、作・演出：小原弘稔